# Tőkéczki László
Tőkéczki László (Szikszó, 1951. szeptember 23. – Budapest, 2018. január 8.) Széchenyi-díjas magyar történész, habilitált egyetemi docens.

## Életpályája
Gyermekkorát Felsődobszán töltötte. Miskolcon érettségizett, majd a Debreceni Egyetem (1970–1972) és a ELTE Bölcsészettudományi Kar (1972–75) történelem–német szakos tanári oklevelet szerzett. 1975 és 1978 között a kispesti Landler Gimnáziumban tanított. 1978-ban került az Akadémia Pedagógiai Kutatócsoportjához. 1981-ben a csoport átkerült az ELTE keretébe. 1985-től az ELTE pedagógiai tanszékén neveléstörténetet tanított. 1989 óta az ELTE BTK Művelődéstörténeti Tanszékének docense volt.
1991 óta dolgozott a Hitel szerkesztőjeként, 1994-ben nevezték ki a Valóság főszerkesztőjének, s társadalmi munkában részt vett a Protestáns Szemle szerkesztésében. A Duna TV alapító kuratóriumának tagja volt, s ott a történelmi egyházakat is képviselte. Az 1998-ban alapított Református Tehetséggondozó Alapítvány elnöke, és alapító tagja a Magyar Protestáns Tanulmányi Alapítványnak. 1999 óta a Közép- és Kelet-európai Történelem és Társadalom Kutatásáért Közalapítvány kuratóriumának tagja. 2002-ben a Dunamelléki Református Egyházkerület világi főjegyzőjének választották. Az 1956-os Emlékbizottság történész munkacsoportjának tagja és a Tudományos Ismeretterjesztő Társulat (TIT) alelnöke volt. Évente mintegy 100 előadást tartott Magyarországon és a kisebbségi magyarság körében tudományos, egyházi, politikai és közművelődési felkérésekre.
2018. január 8-án hunyt el. A közmédia halála estéjén levetítette a Szerelmes földrajz Abaúj: A reményteljes múlt – Tőkéczki László című epizódját.
2018. január 23-án búcsúztatták a Fiumei úti sírkertben. A ravatalánál Balog Zoltán miniszter és Vizi E. Szilveszter a Magyar Tudományos Akadémia egykori elnöke mondott beszédet. A református szertartás szerint Bogárdi Szabó István búcsúztatta. Temetésén megjelent Orbán Viktor, Boross Péter, Kövér László és Hoppál Péter is.

## Művei

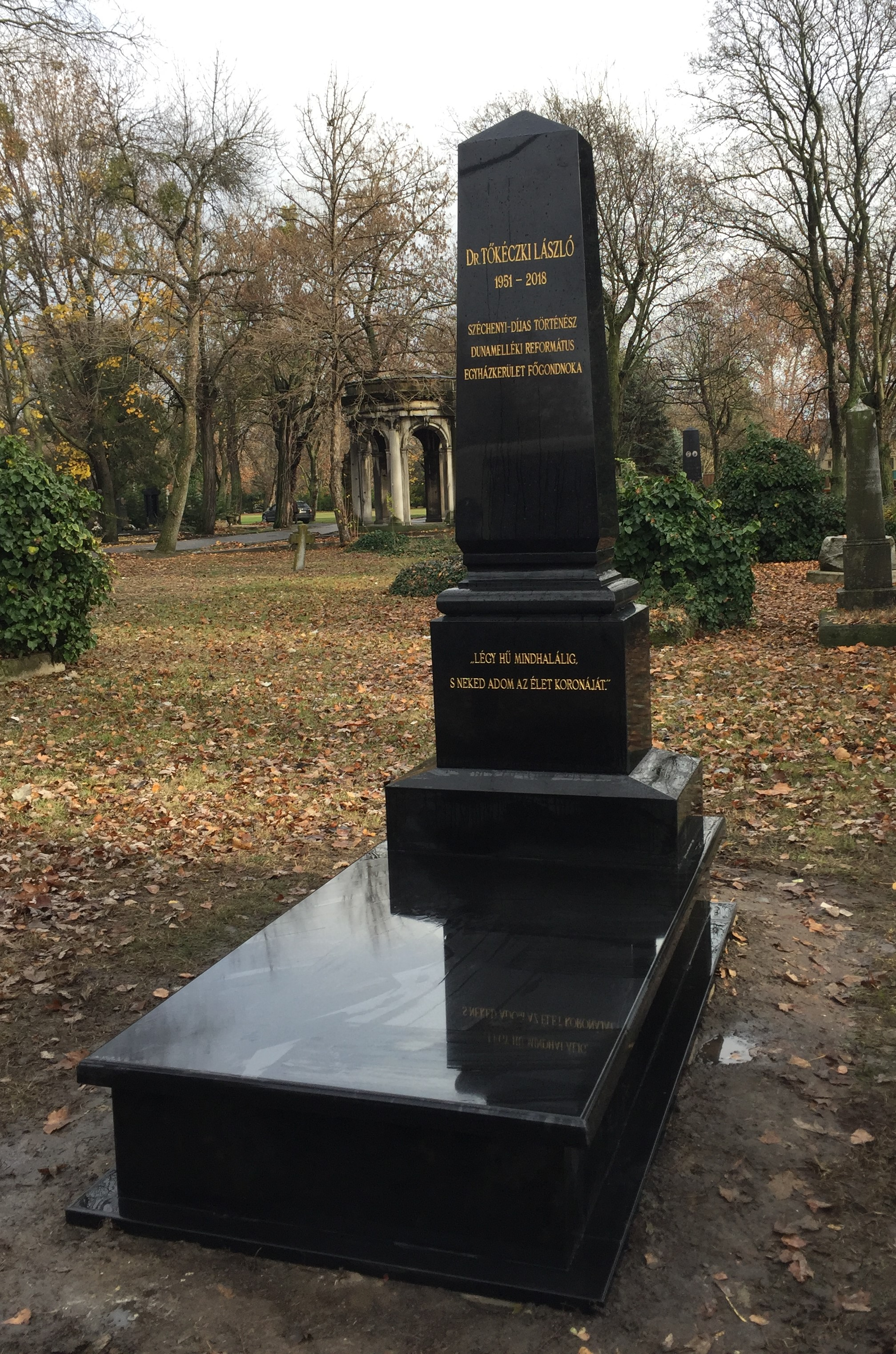
Tőkéczki László síremléke a Fiumei úti sírkertben

- Prohászka Lajos; OPKM, Bp., 1989 (Magyar pedagógusok)
- Magyar liberalizmus; vál. Tőkéczki László; Századvég, Bp., 1993 (Modern ideológiák)
- Magyar konzervativizmus. Hagyomány és jelenkor; szerk. Tőkéczki László; Battyhány Lajos Alapítvány, Bp., 1994
- Polgári múlt – polgári jelen?; Konrad Adenauer Alapítvány Budapesti Képviselete, Bp., 1995 (Alapítványi kiadványok)
- Történelem, eszmék, politika; Kairosz, Szentendre, 1999
- A múltból örökölt ország; Századvég, Bp., 2000 (Tollforgó)
- Tisza István eszmei, politikai arca; Kairosz, Szentendre, 2000; 2018
- Szárszó 1992–2001. A református értelmiségi konferenciák előadásai; szerk. Albert Gábor, Tenke Sándor, Tőkéczki László; Magyarországi Református Egyház, Bp., 2002
- Történelmi arcképek. Politikus portrék a dualizmus korából; XX. Század Intézet–Kairosz, Bp., 2002
- Tisza István: Válogatott politikai írások és beszédek; vál., szerk., jegyz. utószó Tőkéczki László; Osiris, Bp., 2003 (Millenniumi magyar történelem. Politikai gondolkodók)
- Kell-e az államot lerombolni?; Kairosz, Bp., 2005
- Vázsonyi Vilmos eszmei-politikai arca; XX. Század Intézet, Bp., 2005
- Történelmi arcképek II. Magyar politikusportrék a két világháború közötti időszakból; XX. Század Intézet, Bp., 2013
- A bohém zseni. Gróf Andrássy Gyula szellemi-politikai arcéle; KKETTK Közalapítvány, Bp., 2020

## Ismeretterjesztő műsora
- Tőkéczki és Takaró címmel irodalmi–történelmi – azóta is futó – sorozatműsorban szerepelt Takaró Mihály közreműködésével az M5 Televízión 2016-tól haláláig.

## Díjai, elismerései
- A Magyar Érdemrend középkeresztje (2014)
- Széchenyi-díj (2017)

## Portré
- Szerelmes földrajz (2013)
- A nagyok – Tőkéczki László (2017)

## Emlékezete
2018-ban emlékére a Duna Médiaszolgáltató díjat alapított. Azon műsorkészítőket tüntetik ki vele, akiknek a munkájuk kimagasló értéket képvisel, akik „hozzájárulnak a Közszolgálati Kódex és a nemzeti közösség értékteremtéséhez”.